# Aricia deleta
Aricia deleta är en fjärilsart som beskrevs av Cockerell 1889. Aricia deleta ingår i släktet Aricia och familjen juvelvingar. Inga underarter finns listade i Catalogue of Life.